# Caradrina bermeja
Caradrina bermeja är en fjärilsart som beskrevs av Ribbe 1912. Caradrina bermeja ingår i släktet Caradrina och familjen nattflyn. Inga underarter finns listade i Catalogue of Life.